# 岩渕貞哉
岩渕 貞哉（いわぶち ていや、1975年 - ）は、日本の編集者。

## 来歴
神奈川県横浜市栄区で、会社員の父と専業主婦の母のもとに生まれ育つ。高校時代までは特に美術に興味があったわけではなく、クラブ活動は体育会系だったが、読書は好んでいた。
慶応義塾大学経済学部に進学後、友人の影響や奈良美智・村上隆といった芸術家に出会ったことで、美術への興味を抱いた。大学卒業後に、アートスクールのインターメディウム研究所（IMI）に進んだ。
2002年に美術出版社に入社し、『美術手帖』編集部へ配属される。2008年より編集長を務める。2017年、ウェブ版「美術手帖」を立ち上げる。

## 編集
- 『大地の芸術祭　越後妻有アートトリエンナーレ ガイドブック』2006年
- 『瀬戸内国際芸術祭ガイドブック』2010年
- 『村上隆完全読本1992-2012 美術手帖全記録』2012年[3]